# 托馬斯·N·希巴德
托馬斯·內森尼爾·希巴德（英語：Thomas Nathaniel Hibbard，1929年3月14日—2016年2月11日）是一名美國數學家和計算機科學家。
希巴德於1951年獲得太平洋大學物理學學士學位，1954年獲得伊利諾大學厄巴納-香檳分校數學碩士學位，1966年獲得加利福尼亞大學洛杉磯分校數學博士學位。
1955年至1958年，希巴德在蘭德公司擔任科學程式設計師，負責蘭德公司製造的早期電腦JOHNNIAC的程式設計工作；1959年至1965年，他在系統開發公司擔任研究人員，與西摩·金斯堡和約瑟夫·尤利安（Joseph Ullian）一起研究自動機理論和形式語言。在阿根廷薩爾塔天主教大學擔任三年客座教授後，他於1970年加入南加州大學，擔任電腦科學助理教授。他從事搜尋、排序和資料結構方面的研究，幫助開創了演算法分析領域。1974年，他與當時的同事阿曼·B·克雷默斯開始研究資料空間的理論與應用。1976年2月，他加入噴射推進實驗室，從事航海家計畫、IRAS和伽利略計畫的研究工作，直到1986年退休。之後他加入資訊科學研究院從事平行計算實驗研究，直到1989年返回阿根廷薩爾塔國立大學任教。

## 研究工作
希巴德是二元搜尋樹的共同發明者之一。他是第一個為二元搜尋樹提出所謂「希巴德刪除法」的人，在這種方法中，要刪除的節點會被它的後繼節點取代。希巴德提出了希爾排序演算法的幾種被廣泛引用的遞增序列之一。

## 外部連結
- Publications of Thomas N. Hibbard （页面存档备份，存于） in the dblp computer science bibliography.